# التاريخ الثمل
التاريخ الثمل (بالإنجليزية: Drunk History) مسلسل كوميدي أمريكي، من إعداد ديريك واترز وجيمي كونير، عرض على قناة كوميدي سنترال في 9 يوليو، 2013. في كل حلقة يشرب ضيف الحلقة الكحول حتى الثمالة مع مقدم البرنامج ديريك واترز بعدها يبدأ بسرد قصة تاريخية محاولاً إسترجاع أفكاره وهو ثمل.
بدأ عرض الموسم الأول في 9 يوليو، 2013، والموسم الثاني عرض في 1 يوليو، 2014. في 29 مارس، 2016، الموسم الثالث عرض في 1 سبتمبر، 2015. في 29 مارس، 2016، جددت قناة كوميدي سنترال البرنامج لموسم رابع، بدأ عرضهُ في 27 سبتمبر، 2016.

## الحلقات

### نظرة عامة
| الموسم | الموسم      | الحلقات | تاريخ العرض الأصلي | تاريخ العرض الأصلي |
| الموسم | الموسم      | الحلقات | أول عرض            | آخر عرض            |
| ------ | ----------- | ------- | ------------------ | ------------------ |
|        | حلقات قصيرة | 7.5     | 22 يناير 2008      | 19 ديسمبر 2010     |
|        | 1           | 8       | 9 يوليو 2013       | 27 أغسطس 2013      |
|        | 2           | 10      | 1 يوليو 2014       | 2 سبتمبر 2014      |
|        | 3           | 13      | 1 سبتمبر 2015      | 24 نوفمبر 2015     |
|        | 4           | 10      | سبمبر 27، 2016     | يعلن لاحقاً         |

## النسخة البريطانية
منذ 12 يناير، 2015، عرضت نسخة بريطانية من البرنامج على قناة كوميدي سنترال في المملكة المتحدة.

## وصلات خارجية
- الموقع الرسمي
- التاريخ الثمل على موقع IMDb (الإنجليزية)
- التاريخ الثمل على موقع ميتاكريتيك (الإنجليزية)
- التاريخ الثمل على موقع روتن توميتوز (الإنجليزية)
- التاريخ الثمل على موقع كينوبويسك (الروسية)
- التاريخ الثمل على موقع ألو سيني (الفرنسية)
- التاريخ الثمل على موقع قاعدة بيانات الفيلم (الإنجليزية)